# Игнатица
Игнатица (болг. Игнатица) — село в Болгарии. Находится в Врачанской области, входит в общину Мездра. Население составляет 605 человек.

## Политическая ситуация
В местном кметстве Игнатица, в состав которого входит Игнатица, должность кмета (старосты) исполняет Вихыр Иванов Ганчев (независимый) по результатам выборов.
Кмет (мэр) общины Мездра — Иван Аспарухов Цанов (независимый) по результатам выборов.